# Erőss Sándor (orvos)
Csíkborzsovai Erőss Sándor (Gyergyóditró, 1907. szeptember 22. – Budapest, 1974. február 11.) szemészorvos, rendelőintézeti igazgató, az Erőss család gyergyószentmiklósi ágának leszármazottja.

## Életpályája
Apja csíkborzsovai Erőss Antal (1871–1938), csendőr tiszthelyettes, anyja Kovács Mária. Orvosi oklevelének megszerzése után 1940-ig Imre József mellett a budapesti Állami Szemkórházban, 1940-től a budapesti I. sz. Szemészeti Klinikán működött. 1954-től Csapody István professzor mellett a Szent János Kórház szemosztályának adjunktusa volt. 1962–1974 között a Szent János Kórház rendelőintézetének igazgatója.
Tudományos vonatkozásban főképpen a retina betegségei (daganatai) s azoknak röntgensugaras kezelése foglalkoztatták. Több tudományos közleménye jelent meg e témakörben különböző szaklapokban.